# Gunter Köberl

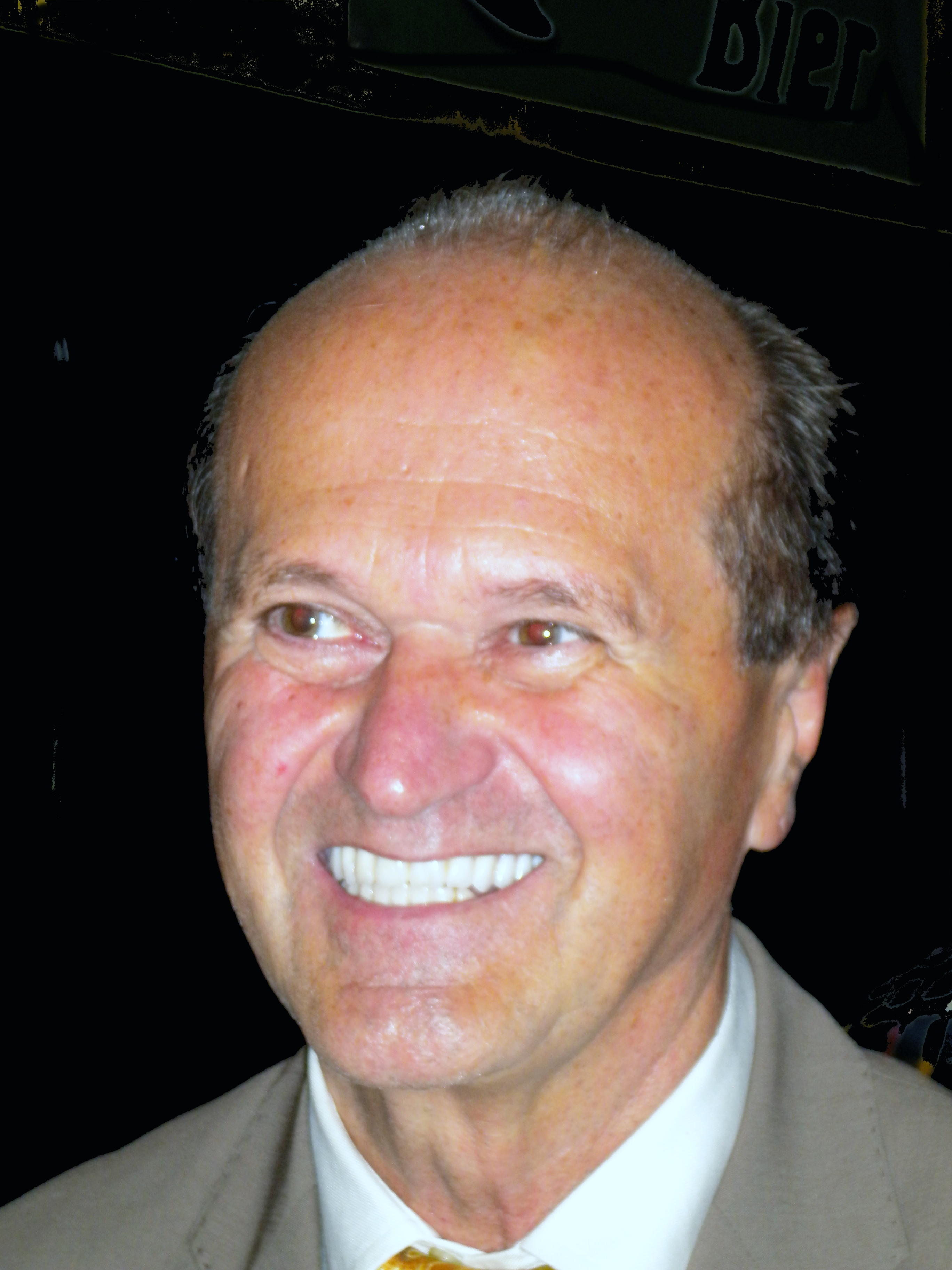
Gunter Köberl (2015)

Gunter Köberl (* 19. März 1952 in Obertraun) ist ein österreichischer Operettensänger (Tenor).

## Leben
Gunter Köberl wurde als Sohn des „singenden Seewirtes“ Karl Köberl und seiner Ehefrau Martha in Obertraun geboren. Auf Wunsch seines Vaters sollte er später den Gastronomiebetrieb übernehmen und besuchte daher zunächst die Hotelfachschule in Salzburg.
Er wollte selbst nie Gastwirt werden und machte ohne Wissen seines Vaters die Aufnahmeprüfung am Salzburger Mozarteum. Weil die Unterrichtsstunden der Hotelfachschule nicht mit dem Mozarteum in Einklang gebracht werden konnten, beendete Köberl die Ausbildung an der Hotelfachschule. Während seiner Ausbildung am Mozarteum nahm er an einem Schlagersängerwettbewerb im Kongresshaus Salzburg teil, den er gewann. Dabei erregte er die Aufmerksamkeit der Opernsängerin Ilse Kofol Pormann, die ihm 3 Jahre lang jeden Tag in den Freistunden des Internates unentgeltlich Gesangsunterricht gab und ihn bis zur Staatsprüfung im Jahre 1972 bei Erich Kunz und Herbert Prikopa führte. Bei dieser Prüfung war der Opernchef Robert Filzwieser vom Stadttheater Klagenfurt anwesend und engagierte Köberl. Unter der Intendanz von Herbert Wochinz stand er drei Jahre lang im Engagement für Schauspiel, Operette und Oper am Stadttheater Klagenfurt, wo er in „Der Mann von La Mancha“ debütierte.
In der Hotelfachschule hatte Köberl seine zukünftige Ehefrau Leopoldine, eine Gastwirtin aus Wels kennengelernt, die er im Jahre 1973 heiratete. Zwei Jahre später unterbrach er seine Bühnenlaufbahn um die „Künstler–Pension Zeilinger – Rollschuhwirt“ in Wels und den „Seewirt“ in Obertraun/Salzkammergut zu übernehmen. Als „Rollschuhwirt“ servierte er Drinks auf Rollschuhen und Opernarien erklangen nur zur Sperrstunde. Er engagierte sich im Jugend- und Sozialbereich und begründete die „Jugendgetränke“ nach § 112 (4) GewO in allen Lokalen.
Nachdem er sich entschlossen hatte, sich sowohl dem Gastgewerbe als auch dem Theater zu widmen startete er nach fünfzehnjähriger Bühnenpause eine Tournee durch Österreich und Deutschland. Er trat in der Oper Ljubljana, in den Stadttheatern von Detmold, Luxemburg, Wiener Neustadt, Augsburg und Wels, im Musiktheater Braschat/Belgien und im Wiener Operettentheater sowie auf der Münchner Opernbühne und in mehr als hundert Benefizkonzerten auf und sang auf den Kreuzfahrtschiffen MSC Musica und MSC Opera.
Gastspiele führten ihn in die Kurhäuser von Bad Hall und Bad Zell, ins Dominikanerhaus Steyr, Kulturzentrum Timelkam, in die Kurresidenz Oberlaa, zu den Seefestspielen Obertraun und er nahm an einer Tournee der Arbeiterkammer teil. Beim Welser Arkadenhof–Kultursommer (WAKS) ist Köberl fixer Bestandteil.
In seinem Heimatort Obertraun gilt er als Begründer der „Dachstein Eisklangkonzerte“, weil er seinerzeit der erste Sänger in der Höhle anlässlich der Hochzeit eines Eishöhlenführers war und bei der Feier zur Erhebung zum Weltkulturerbe in der Höhle sang.
Der Sänger und Gastronom ist Vater von Melanie, einer im Jahre 1973 geborenen Tochter.

## Repertoire
Operette
- Symon Rymanowicz, Der Bettelstudent (Carl Millöcker)
- Major von Wangenheim, Der Bettelstudent (Carl Millöcker)
- Graf Tassilo von Endrödy-Wittemburg, Gräfin Mariza (Emmerich Kálmán)
- Sándor Barinkay, Der Zigeunerbaron (Johann Strauss)
- Ottokar, Der Zigeunerbaron (Johann Strauss)
- Christian, Goldschmiedegeselle bei Margarete, Die gold’ne Meisterin (Edmund Eysler)
- Graf Jaromir auf Greifenstein, Die gold’ne Meisterin (Edmund Eysler)
- Graf Stefan Bardossy, Die ungarische Hochzeit (Nico Dostal)
- Graf Danilo Danilowitsch, Die lustige Witwe (Franz Lehár)
- Vicomte Cascada, Die lustige Witwe (Franz Lehár)
- Adam, der Vogelhändler, Der Vogelhändler (Carl Zeller)
- Pietro, Prinz von Palermo, Boccaccio (Franz von Suppè)
- Graf Gustav von Pottenstein, Das Land des Lächelns (Franz Lehár)
- Josef, Kammerdiener des Grafen Zedlau, Wiener Blut (Johann Strauss)
- Leutnant Petrovitsch, Die Zirkusprinzessin (Emmerich Kálmán)
- Armand Brissard, Maler, Der Graf von Luxemburg (Franz Lehár)
- Prinz Orlofsky, Die Fledermaus (Johann Strauss)

Oper
- Sohn von Alfred Ill, Der Besuch der alten Dame (Gottfried von Einem)

## Auszeichnungen
- Oberösterreichischer Landessieger des ORF–Bewerbes „Don't drink and drive“ (1991) und höchste Auszeichnung des KFV
- Verdienstmedaille in Silber der Stadt Wels
- Humanitäts- und Kulturmedaille in Gold der Stadt Wels
- Kulturmedaille des Landes Oberösterreich (2013)[6]
- Medaille Lebensretter 2020